# Bombycilaena erecta
Micropus dressé
Espèce
Statut de conservation UICN

 LC  : Préoccupation mineure
Bombycilaena erecta, de noms communs Gnaphale dressé, Micrope droit, Micrope érigé, Micropus dressé ou Cotonnière dressée, est une espèce de plantes à fleurs de la famille des Asteraceae et du genre Bombycilaena.

## Étymologie
« Micropus » vient du grec mikros, petit et pous, pied ; petite patte faisant allusion à l'aspect des glomérules.

## Description

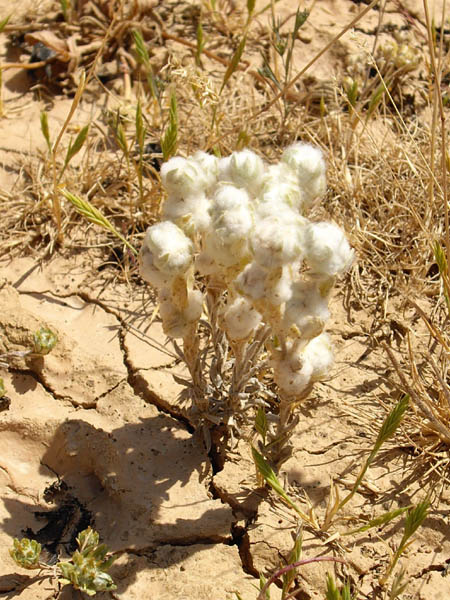
Aspect général de la plante.

### Appareil végétatif
Le micropus dressé est une petite plante annuelle, de 1 à 25 cm de hauteur, d'aspect cotonneux, à racine pivotante bien développée. La tige est dressée, à rameaux étalés. Les feuilles sont alternes, ovales-allongées, rétrécies à leur extrémité ; le bord du limbe foliaire est ondulé.

### Appareil reproducteur
Les capitules blanc jaunâtre, sphériques, sont réunis en groupes à l'extrémité des rameaux, entourés de feuilles nombreuses ; l'involucre est laineux, à bractées extérieures étroites, jaunâtres et glabres sur leur face intérieure, et bractées intérieures repliées en forme de casque entourant les fleurs périphériques ; les fleurs extérieures femelles sont sur un seul rang, à la base des bractées internes de l'involucre, à corolle très étroite et bidentée ; les fleurs intérieures mâles sont à corolle tubuleuse à 5 dents. Le fruit est un akène sans aigrette. La floraison a lieu en juin et juillet.

### Confusions possibles
Cette espèce peut être confondue avec diverses espèces du genre Filago (elle a d'ailleurs été par certains auteurs classée dans ce genre). Il est indispensable d'examiner attentivement les capitules : chez le Micropus, le réceptacle est dépourvu de paillettes (qui peuvent être présentes chez certains Filago), les akènes sont tous dépourvus d'aigrette (seuls les akènes périphériques peuvent en être dépourvus chez certains Filago), et les bractées internes sont en forme de casque recouvrant les fleurs périphériques (bractées simples axillant les fleurs périphériques chez la plupart des Filago).
Elle est également très proche de Bombycilaena discolor (parfois considérée comme une sous-espèce de Bombycilaena erecta), avec laquelle elles sont les seules espèces du genre Bombycilaena.

## Habitat et écologie

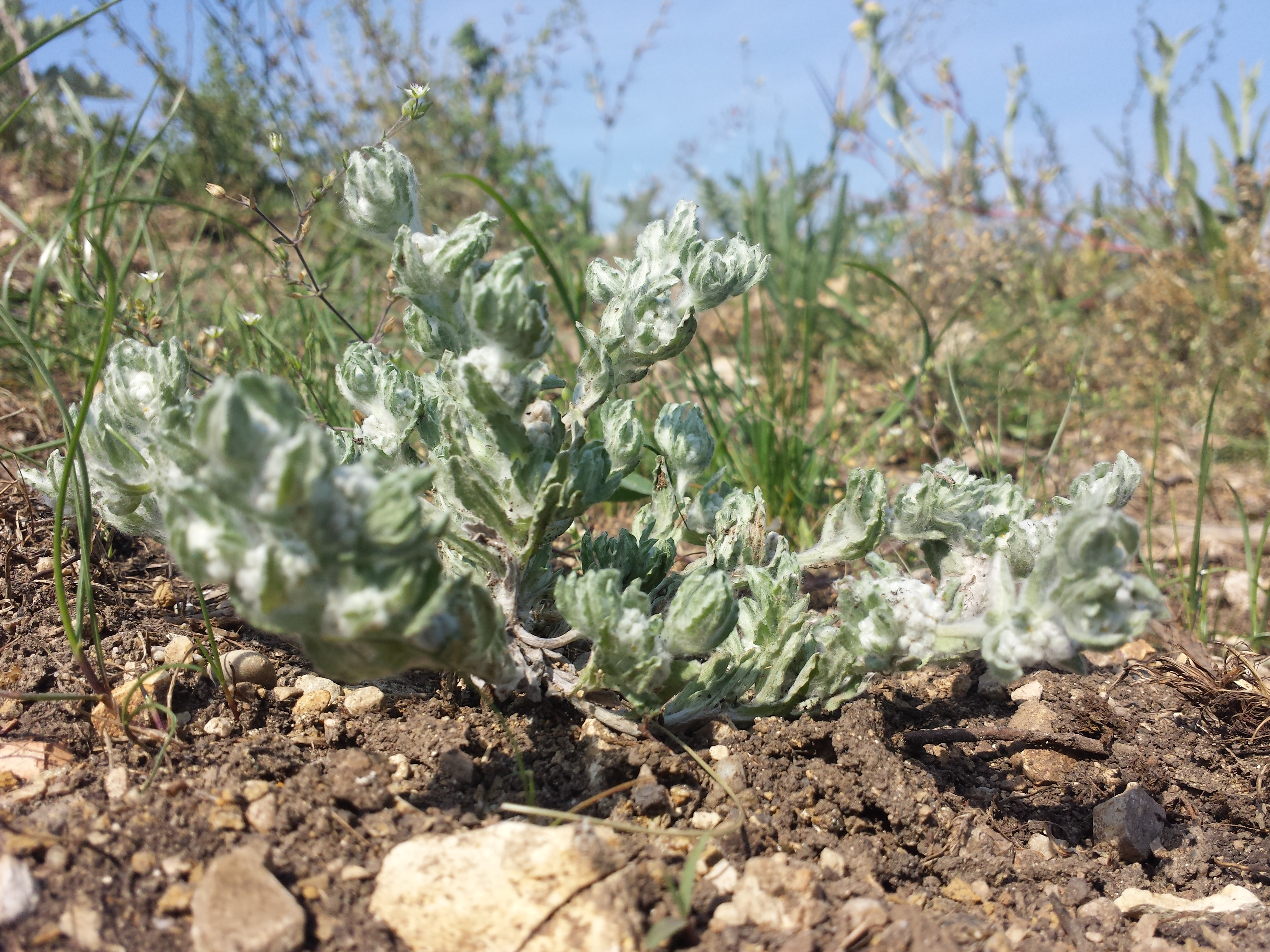
Bombycilaena erecta dans son habitat.

La plante est thérophyte. En général très dispersée, elle ne forme que rarement de grandes populations. Elle pousse dans les friches, les moissons, les pelouses rases, sur les coteaux arides ; de préférence sur sol calcaire ; elle est présente jusqu'à 1 000 m d'altitude.

## Répartition
C'est une espèce thermo-xérophile, présente dans une grande partie de l'Europe méditerranéenne et centrale, au nord jusqu'au centre de la France, à la Tchécoslovaquie, à la Moldavie ; elle est aussi présente en Asie mineure, au Proche-Orient, en Asie centrale, ainsi qu'au Maghreb. En France, elle est surtout présente, et parfois assez commune, dans le sud ; elle est rare ou absente au nord de la Seine, en Bretagne, dans le nord-est (Lorraine, Alsace, Jura) et sur le Massif central.

## Menaces et conservation
L'espèce est en régression notable en France, surtout sur les marges nord et ouest de son aire. Elle est menacée par l'intensification des cultures agricoles et la fermeture des milieux ouverts non entretenus. Elle est classée en danger critique d'extinction (CR) en Lorraine et Pays de la Loire, et en danger (EN) en Alsace, Centre et Île-de-France.

## Taxinomie
Bombycilaena erecta a pour synonymes :
- Filago erecta (L.) Myrz., 1968
- Filago leontopodioides E.H.L.Krause, 1905
- Filago multicaulis Lam., 1779
- Gnaphalodes erecta (L.) Moench, 1794
- Micropus erectus L., 1753 (basionyme)
- Micropus conyzaeus Dubois, 1833

## Sous-espèce
Selon Tropicos (29 novembre 2020) :
- sous-espèce Bombycilaena erecta subsp. discolor (Pers.) Mateo & Figuerola (synonyme de Bombycilaena discolor selon Plants of the World online (POWO) (29 novembre 2020)[4]).